# Bruno Sanders
Bruno Sanders (Barcelona, 29 d'agost de 1997) és un empresari català expert en màrqueting digital, comerç electrònic i emprenedoria. El 2017 va crear 'Suprive', una agència de màrqueting digital, especialitzada en projectes de comerç electrònic i monetització de les audiències d'influencers i empreses.
Fill d'un arquitecte i d'una gestora d'esdeveniments de moda, des de petit es va interessar pel món de l'emprenedoria i el comerç electrònic i als 16 anys va impulsar el seu primer projecte empresarial de la mà d'un amic del col·legi. Aquest projecte consistia en la realització d'unes taules ergonòmiques per evitar el dolor d'esquena i poder treballar tant assegut com dempeus. Degut al limitat capital inicial, optaren per un sistema de comercialització consistent en la compra de materials i estructures a la Xina per, posteriorment, realitzar el muntatge a la seva ciutat natal. La falta d'experiència i els elevats costos de la logística van fer insostenible el projecte. Aquest primer projecte empresarial va despertar en Sanders l’interès pel màrqueting digital i el comerç electrònic, fet que el va impulsar a formar-se en aquestes matèries.
El 2013 Sanders va iniciar nous projectes en línia, com ara, la comercialització d’una marca de motxilles militars o una productora de disseny 3D. Després d'un temps, va abandonar els seus estudis universitaris, per tal de focalitzar-se en els projectes empresarials, degut a la impossibilitat de compaginar ambdues coses. El 2020, la seva empresa ‘Suprive’ va facturar més d’un milió d’euros.
El 2018 Sanders va inaugurar el seu canal de YouTube, on parla d'emprenedoria, comerç electrònic i dropshipping. El 21 de juny de 2021, el canal comptava amb 139.000 subscriptors i 4.635.794 visualitzacions. El 2020, Sanders va publicar Niñatos millonarios, un llibre on explica la seva experiència en el món dels negocis. El títol del llibre pretén ser un reflex de les crítiques i prejudicis que es va anar trobant en el món dels negocis a causa de la seva edat.